# Celatone

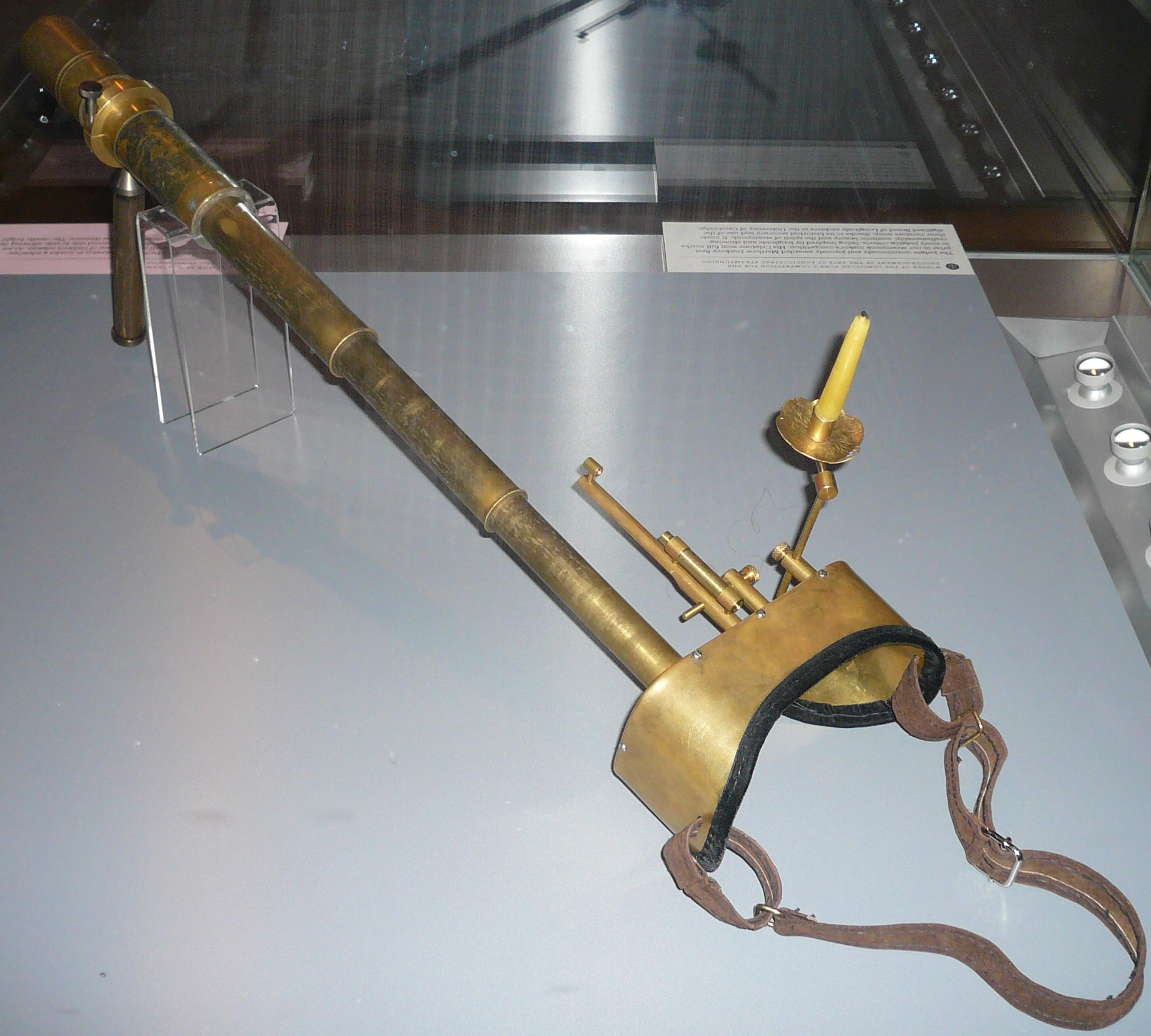
Celatone Мэтью Докрея. Музей Гринвичской обсерватории

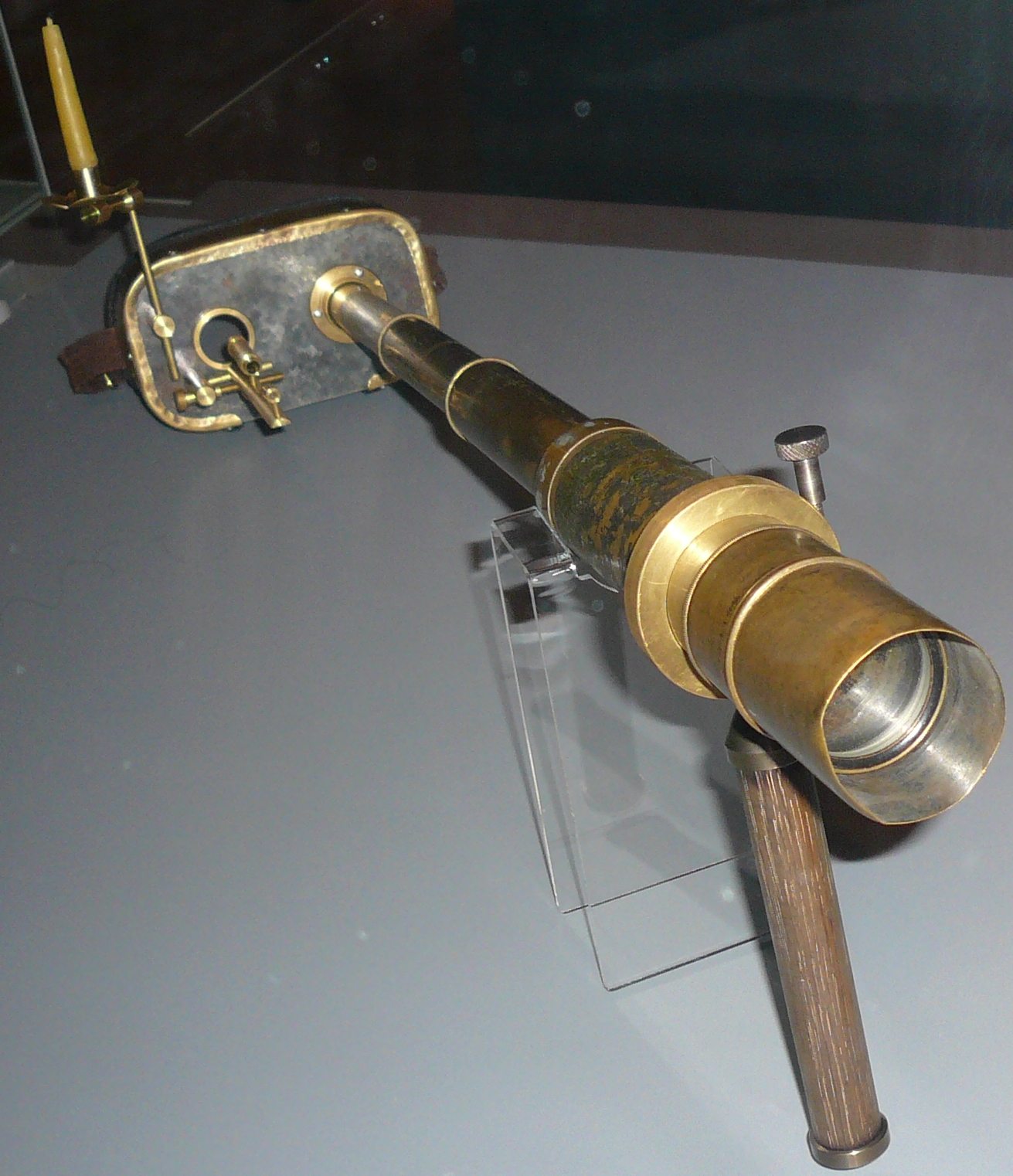
Celatone Мэтью Докрея. Музей Гринвичской обсерватории

Сelatone (итал. Сelatone, шлем) — оптический прибор, который изобрёл Галилео Галилей для определения географической долготы во время морских путешествий на основе наблюдения за спутниками Юпитера.

## Исторические данные
Исследователь XVIII века Джованбаттиста де Нелли (итал. Giovanbattista de Nelli), опубликовавший сборник писем и других работ Галилея, писал, что в 1618 году Галилей сконструировал предназначенный для морских наблюдений шлем с каркасом, на который крепились два небольших телескопа, и назвал его Сelatone. В трудах Галилея существует много упоминаний этого шлема, включая конструкцию прибора, его испытания, презентации для финансовых спонсоров и послов, и разработку кресла наблюдателя на шарнирной основе, с целью компенсировать качку корабля.
Историк приборов Сильвио Бедини (итал. Silvio Bedini), резюмируя известные материалы, приходит к заключению, что речь идёт о бинокулярном приборе. Однако историк телескопов Альберт ван Хельден (Albert van Helden) указывает на вышедшую в 1881 году брошюру «Об изобретении бинокулярной стереотрубы» (итал. Sulla invenzione dei cannocchiali binoculari) Антонио Фаваро, в которой утверждалось, что Галилей использовал лишь один телескоп, — так что этот вопрос нуждается в дополнительном уточнении. Другие авторы сообщают, что один такой прибор был изготовлен в 1616 или 1617 году, испытан на корабле в 1617 году и впоследствии презентован испанскому послу в Италии. В 1636 году Галией изложил способ определения долготы посредством наблюдения за спутниками Юпитера и приложил к этой работе описание своего прибора.

## Современная копия прибора
В 2013 году Мэтью Докрей (англ. Matthew Dockrey), основываясь на имеющихся данных, изготовил копию прибора. С апреля 2014 года по январь 2015 года она экспонировалась в Гринвичской обсерватории в Гринвиче, Лондон.